# La Folle Histoire des grands hommes
La Folle Histoire des grands hommes (The Mark Steel Lectures) est une série télévisée documentaire britannique en 18 épisodes d'environ 30 minutes diffusée du 7 octobre 2003 au 30 mars 2006 sur BBC One.
En France, elle a été diffusée à partir de 2007 sur la chaîne Histoire.

## Synopsis
Créée à l'origine par la BBC Radio 4 et diffusée sur celle-ci de 1999 à 2002 sous le titre « A series of lectures about Englishmen who changed the course of history » (« Une série de cours magistraux au sujet des Anglais qui changèrent le cours de l'histoire »), présentée par Michael Cumming (alias Mark Steel), elle fut transposée sur le petit écran dès 2003 par The Open University (Royaume-Uni).
Cette série de documentaires adopte un ton résolument « rock & roll » et décalé ; avec un humour typiquement anglais et met autant l'accent, sinon plus, sur les hommes que leur destin.
Ce programme raconte en plusieurs épisodes d'environ 30 min chacun, les vies de (pour la version française) :
- Aristote
- Albert Einstein
- Charles Darwin
- Isaac Newton
- Karl Marx
- Léonard de Vinci
- Lord Byron
- Ludwig van Beethoven
- Mary Shelley
- René Descartes
- Sigmund Freud.